# Chapelle des Chattrix

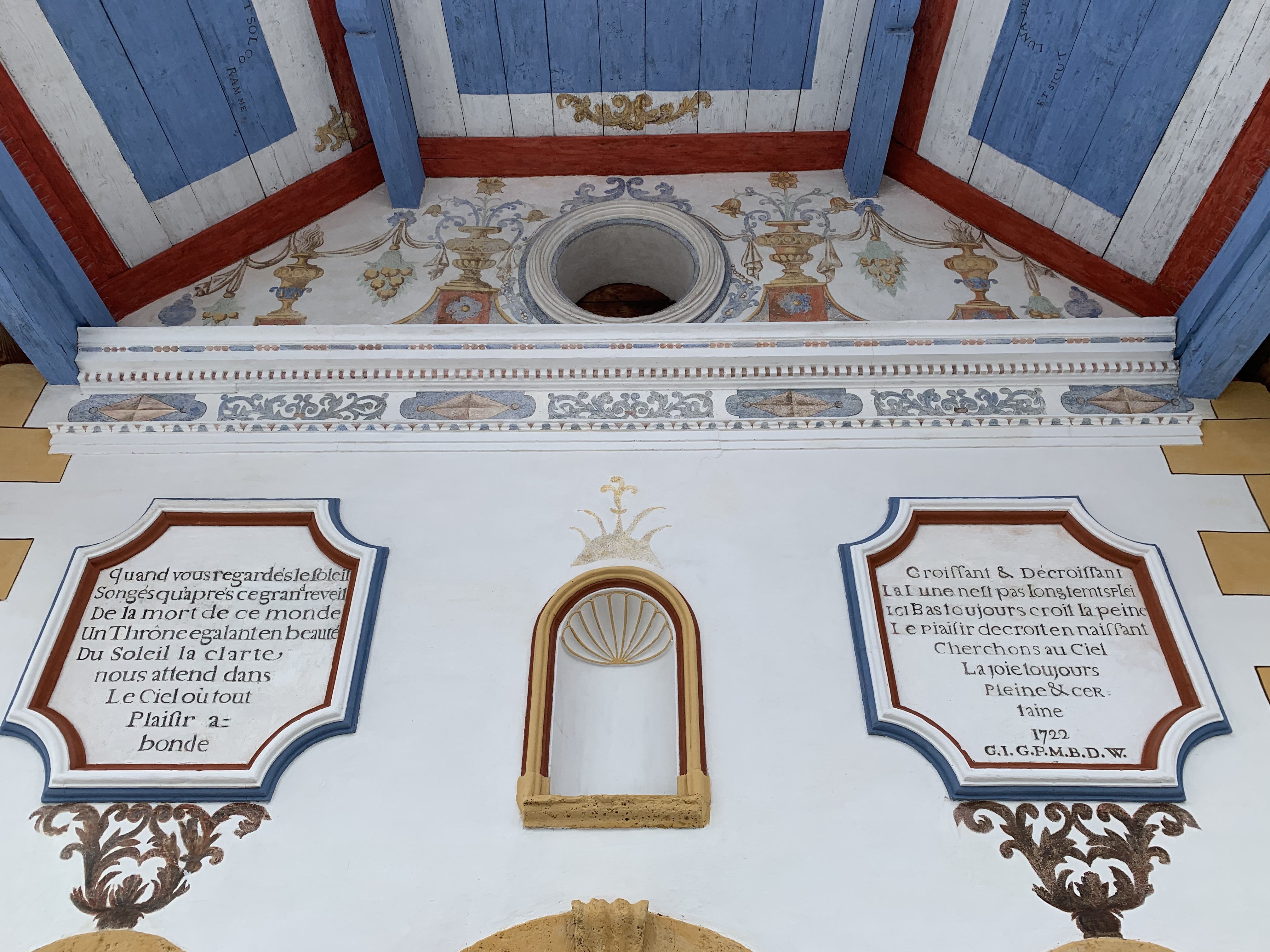
Médaillons présents en façade

La chapelle des Chattrix est une chapelle située à Saint-Gervais-les-Bains, dédiée à Saint Donat et Saint Léonard, en France.

## Localisation
La chapelle est située dans le département français de la Haute-Savoie, sur la commune de Saint-Gervais-les-Bains.

## Description
La chapelle est de style baroque.
La décoration intérieure a été financée par les frères Gervais, Joseph et Guillaume Genamy, marchands agréés à la Cour Impériale à Vienne, originaire de Saint-Nicolas-de-Véroce.
L'autel, en cuir de Cordoue est surplombé par une peinture consacrée au « Couronnement de la Vierge » (réalisé v. 1730) par le peintre tchèque  Philippe-Christian de Bentum,.
Elle est placée sous la protection de Saint Donat et Saint Léonard qui figurent sur une des toiles exposée dans la chapelle.

Deux médaillons sont présents en façade avec les inscriptions suivantes :
« Quand vous regardes le soleil, songes qu'après ce grand réveil de la mort de ce monde un Thrône égalant en beauté du soleil la clarte nous attend dans le Ciel où tout plaisir abonde. »
« Croissant & décroissant la lune neit pas longtemps plei. Ici Bas toujours croit la peine. Le plaisir décroit en naissant. Cherchons au Ciel. La joie toujours pleine & certaine. 1722 G.I.G.P.M.B.D.W. »

## Historique

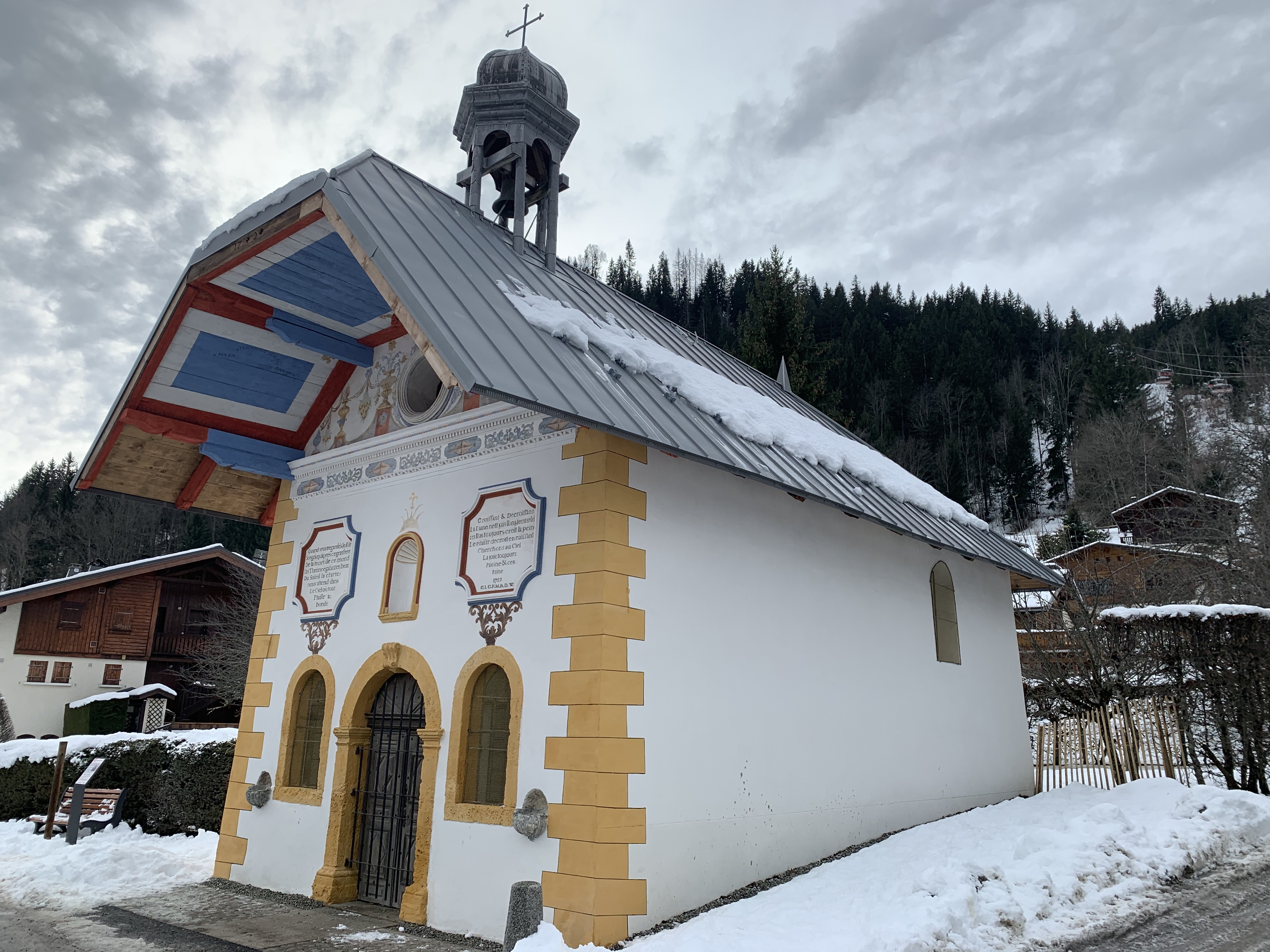
La chapelle après la rénovation.

Elle est édifiée en 1694 puis est remaniée en 1720 et 1723.
L'édifice est inscrit au titre des monuments historiques en 1976.
La chapelle est restaurée durant les années 2010. 